# Gorica (pokrajina)
Pokrajina Gorica (talijanski: Provincia di Gorizia, slovenski: Goriška pokrajina) je jedna od četiri pokrajine u talijanskoj regiji Furlanija-Julijska krajina. Glavni i najvažniji grad pokrajine je Gorica.

## Zemljopis
Pokrajina graniči s pokrajinom Udine na zapadu, s pokrajinom Trst na jugoistoku, s Slovenijom (Primorska) na istoku i s Jadranskim morem na jugu.

### Općine
U Goričkoj pokrajini nalazi se 25 općina. To su:
- Gorizia (Gorica) - 36.172 stanovnika
- Monfalcone (Tržič) - 27.701 stanovnika
- Ronchi dei Legionari - 11.810 stanovnika
- Grado - 8.641 stanovnika
- Cormons (Krmin) - 7.699 stanovnika
- Staranzano - 6.862 stanovnika
- Gradisca d'Isonzo - 6.616
- San Canzian d'Isonzo (Škocjan ob Soči) - 6.326
- Romans d'Isonzo - 3.705
- Fogliano Redipuglia (Sredipolje) - 2.974
- Turriaco - 2.595
- Sagrado (Zagraj) - 2.204
- San Pier d'Isonzo - 1.926
- Farra d'Isonzo - 1.755
- Savogna d'Isonzo (Sovodnje ob Soči) - 1.755
- Capriva del Friuli (Koprivno) - 1.701
- Mossa (Moš) - 1.643
- Villesse - 1.588
- Mariano del Friuli - 1.560
- Doberdò del Lago (Doberdob) - 1.469
- San Lorenzo Isontino - 1.412
- Medea - 937
- San Floriano del Collio (Števerjan) - 817
- Moraro - 694
- Dolegna del Collio (Dolenje) - 417

U zagradama se nalaze nazivi na slovenskom jeziku.

## Jezici
Veliki dio stanovništva pokrajine čine Slovenci, te je time i slovenski jezik dosta raširen u pokrajini.
Materinski jezik većine stanovništva je talijanski, ali oko četvrtine stanovništva govori furlanski i slovenski 7,4 %. Jezici ovih zajednica su zaštićeni i predaju se u školama. U petnaestak škola slovenski je jezik predavanja, ali je školski program talijanski.

## Vanjske poveznice
- (tal.)(engl.)Consorzio turistico Gorizia e Isontino
- (tal.)Dvorci u Goričkoj pokrajini